# Meadow Lane
Meadow Lane (The Meadow Lane Stadium) – stadion piłkarski, położony w Nottingham (Anglia). 
Na co dzień gra tutaj Notts County F.C. Został zbudowany i otwarty w 1910 roku. Stadion może pomieścić 19 841 widzów. Rekordową frekwencję zanotowano 12 marca 1955 w meczu szóstej rundy Pucharu Anglii, gdy 47 310 kibiców obejrzało mecz Notts County – York City.